# Loris Malaguzzi
Loris Malaguzzi (* 23. Februar 1920 in Correggio; † 30. Januar 1994 ebenda) war ein italienischer Pädagoge. Er war einer der Begründer der Reggio-Pädagogik und machte diese weltbekannt. Er arbeitete als Leiter eines Kindergartens in Reggio Emilia.
Nach dem Besuch des Gymnasiums und einem abgeschlossenen Pädagogikstudium arbeitete er zunächst als Grundschullehrer und gründete 1945 einen „Volkskindergarten“, in dem vor allem der Dialog und die Kommunikation des Kindes im Mittelpunkt standen.  Er wollte das zusammenbringen, was sonst im Kindergarten getrennt war: das Kind, seine Familie und die Umgebung des Kindes.
Im Jahre 1960 eröffnete Loris Malaguzzi ein Zentrum für Kinder mit Behinderungen. Zu dieser Zeit begleitete er auch die kommunalen Krippen und Kindergärten in Reggio Emilia beratend. Von 1970 bis 1985 wirkte er in diesen in leitender Funktion als Koordinator der frühpädagogischen Arbeit.
Organisationen von Kongressen, Fortbildungen und Zeitschriften wie „Bambini“ prägten sein Engagement.
1980 gründete Malaguzzi den Nationalverband der Krippen und Kindergärten und initiierte die Ausstellungen „Wenn das Auge über die Mauer springt“ und „Die hundert Sprachen der Kinder“, welche die Reggio-Pädagogik zum internationalen Erfolg führten und eine Auszeichnung des US-Magazins „News Week“ für die beste vorschulische Einrichtung weltweit hervorriefen.
Um die internationale Zusammenarbeit weiter auszubauen, wurde 1994 die Stiftung „Reggio Children“ ins Leben gerufen.
Loris Malaguzzi beschrieb sich selbst als „Provokateur in Sachen Kindheit“, Zitat:
Provokateure stören die Ruhe der Bürger, sie wollen aufwühlen und Versäumnisse zeigen. Kinder können uns mit ihren Problemen, aber vor allem mit ihren Fähigkeiten und ihrer Poesie stören.
Er wollte, dass die Kindererziehung als Gemeinschaftsaufgabe der Stadt und ihrer Bewohner verstanden werde; Ausschlag gebend seien ein humanistisches Menschenbild und eine demokratische Gesellschaftsvorstellung. Malaguzzis Ziel war also, dass man Kindern mit Achtung begegnet und sie ihre eigenen Rechte aufstellen konnten, und diese auch von ihnen selbst verwirklicht würden.